# 聖帕特里克區 (格林納達)
聖帕特里克區（英語：Saint Patrick Parish）是格林納達的行政區，位於該國北部，北面和東面是加勒比海，南毗聖安德魯區，西臨聖馬克區，首府設於索特爾，面積44平方公里。
12°12′11″N 61°38′26″W / 12.20306°N 61.64056°W